# سياسة مالي
حتى الانقلاب العسكري في 22 مارس 2012 والانقلاب العسكري الثاني في ديسمبر 2012، كانت سياسة مالي تجري في إطار جمهورية ديمقراطية تمثيلية شبه رئاسية، حيث يكون رئيس مالي هو رئيس الدولة مع رئيس وزراء معين من قبل الرئيس. كرئيس للحكومة، ونظام متعدد الأحزاب.
وتمارس الحكومة السلطة التنفيذية. السلطة التشريعية منوطة بكل من الحكومة والجمعية الوطنية. والسلطة القضائية مستقلة عن السلطتين التنفيذية والتشريعية.
في أغسطس 2018، تم إعادة انتخاب الرئيس إبراهيم بوباكار كيتة لفترة جديدة مدتها خمس سنوات بعد فوزه بالدور الثاني من الانتخابات ضد سومايل سيسي.
وصنفت وحدة الاستخبارات الاقتصادية مالي على أنها "نظام استبدادي" في عام 2022.
في 18 أغسطس 2020، أطاح انقلاب 2020 في مالي انقلاب بالرئيس ورئيس الوزراء. في 25 سبتمبر 2020، أدى العقيد المتقاعد ووزير الدفاع السابق باه نداو اليمين كرئيس مؤقت لمالي.
في 15 أبريل 2021، أعلنت الإدارة الانتقالية أنه سيتم إجراء الانتخابات التشريعية والرئاسية في 27 فبراير 2022. في 7 يونيو 2021، أدى القائد العسكري لمالي عاصمي غويتا اليمين الدستورية كرئيس مؤقت جديد. في 30 ديسمبر 2021، أعلنت الإدارة الانتقالية عن خطط لتأجيل الانتخابات لمدة تتراوح بين ستة أشهر وخمس سنوات، ويرجع ذلك جزئيًا إلى قضايا أمنية،  مما أدى إلى معارضة سياسية وعقوبات.

## السلطة التنفيذية
| المكتب            | الاسم        | الحزب       | منذ         |
| ----------------- | ------------ | ----------- | ----------- |
| Interim President | أسيمي غويتا  | Military    | 25 May 2021 |
| Prime Minister ‏   | شوغويل مايغا | Independent | 6 June 2021 |

تتكون السلطة التنفيذية من رئيس مالي وحكومة مالي، بقيادة رئيس وزراء مالي.
وبموجب دستور مالي لعام 1992، فإن الرئيس هو رئيس الدولة والقائد الأعلى للقوات المسلحة. يتم انتخاب الرئيس لمدة 5 سنوات عن طريق التصويت الشعبي المباشر. يقتصر على فترتين.
رئيس وزراء مالي هو رئيس الحكومة. ويتم تعيينهم من قبل الرئيس ويكونون مسؤولين عن تعيين وزراء الحكومة الآخرين.
ويرأس الرئيس مجلس الوزراء (رئيس الوزراء وحاليا[متى؟] 27 وزيرا آخر)، الذي يتبنى مقترحات القوانين التي تعرض على مجلس الأمة للموافقة عليها.

## السلطة التشريعية
والجمعية الوطنية هي الذراع التشريعي الوحيد للحكومة المالية. ويضم 160 عضوًا، يتم انتخابهم مباشرة لمدة خمس سنوات عن طريق القائمة الحزبية. ويتم انتخاب 147 عضوًا في دوائر انتخابية ذات مقعد واحد و13 عضوًا ينتخبهم الماليون في الخارج. ويتم توزيع التمثيل وفقا لعدد سكان المناطق الإدارية.
تجتمع الجمعية في دورتين عاديتين كل عام. وهو يناقش ويصوت على التشريعات التي يقترحها أحد أعضائه أو الحكومة؛ كما أن لها الحق في استجواب وزراء الحكومة حول تصرفات الحكومة وسياساتها. وثمانية أحزاب سياسية، مجتمعة في أربع مجموعات برلمانية، ممثلة في الجمعية. تمتلك التحالف من أجل الديمقراطية في ماليADEMA حاليًا[متى؟] الأغلبية؛ وتمثل أحزاب الأقلية في كافة اللجان وفي مديرية الجمعية.

## الأحزاب السياسية والانتخابات
ينص دستور مالي على ديمقراطية متعددة الأحزاب، والقيد الوحيد هو حظر الأحزاب على أساس عرقي أو ديني أو إقليمي أو جنساني. وبالإضافة إلى تلك الأحزاب السياسية الممثلة في مجلس الأمة، تنشط أخرى في المجالس البلدية.

### الانتخابات الرئاسية
2018 Malian presidential election

### الانتخابات البرلمانية
2013 Malian parliamentary election

## الفرع القضائي
يعتمد النظام القانوني في مالي على القوانين الموروثة عند الاستقلال عن فرنسا. تم سن قوانين جديدة لجعل النظام متوافقًا مع الحياة في مالي، لكن القوانين الاستعمارية الفرنسية التي لم يتم إلغاؤها لا تزال تتمتع بقوة القانون. وينص الدستور على استقلال القضاء.
تقوم وزارة العدل بتعيين القضاة والإشراف على تنفيذ القانون والمهام القضائية. وتتمتع المحكمة العليا بسلطات قضائية وإدارية. وبموجب الدستور، توجد محكمة دستورية منفصلة ومحكمة عدل عليا تتمتع بسلطة محاكمة كبار المسؤولين الحكوميين في قضايا الخيانة.

## التقسيمات الإدارية
إدارياً، تنقسم مالي إلى عشر مناطق (منطقة جاو، منطقة ميناكا، منطقة كايس، كيدال، كوليكورو، موبتي، سيغو، سيكاسو، تومبوكتو،Taoudénit Region ) ومنطقة العاصمة باماكو، كل منها تحت سلطة حاكم منتخب. تتكون كل منطقة من خمس إلى تسع مناطق (أو دوائر)، يديرها المحافظون. وتنقسم الدوائر إلى كوميونات، والتي بدورها تنقسم إلى قرى أو أحياء.
بدأت عملية اللامركزية وإرساء الديمقراطية في تسعينيات القرن الماضي بإنشاء 702 مجلس بلدي منتخب، يرأسها رؤساء بلديات منتخبون، وتم استبدال المسؤولين المعينين سابقًا بمسؤولين منتخبين، مما أدى إلى تشكيل مجلس وطني للمسؤولين المحليين. وشملت التغييرات الأخرى زيادة السيطرة المحلية على الشؤون المالية، والحد من السيطرة الإدارية من قبل الحكومة المركزية.

## العلاقات الخارجية
مالي عضو في وكالة التعاون الثقافي والتقني، بنك التنمية الإفريقي، مجموعة دول إفريقيا والكاريبي والمحيط الهادئ،المنظمة العالمية للجمارك، اللجنة الاقتصادية لأفريقيا، المجموعة الاقتصادية لدول غرب أفريقيا، منظمة الأغذية والزراعة، فرنك إفريقي FZ، مجموعة الـ 77، الوكالة الدولية للطاقة الذرية، البنك الدولي للإنشاء والتعمير، منظمة الطيران المدني الدولي، الحركة الدولية للصليب الأحمر والهلال الأحمر،المحكمة الجنائية الدولية،الكونفدرالية الدولية للنقابات الحرة، مؤسسة التنمية الدولية، البنك الإسلامي للتنمية، منظمة العمل الدولية، صندوق النقد الدولي. المنظمة الدولية للإتصالات الفضائية، الإنتربول، اللجنة الأولمبية الدولية، المنظمة الدولية للهجرة، الاتحاد الدولي للاتصالات، بعثة الأمم المتحدة في هايتي، بعثة منظمة الأمم المتحدة في جمهورية الكونغو الديمقراطية، حركة عدم الانحياز، منظمة الوحدة الأفريقية، منظمة المؤتمر الإسلامي، منظمة حظر الأسلحة الكيميائية، الأمم المتحدة، الأونكتاد، اليونسكو، منظمة الأمم المتحدة للتنمية الصناعية، الاتحاد البريدي العالمي، الاتحاد العالمي للتنمية (إقليمي)، الاتحاد الاقتصادي والنقدي لغرب أفريقيا، منظمة الصحة العالمية، المنظمة العالمية للملكية الفكرية، المنظمة العالمية للأرصاد الجوية، منظمة التجارة العالمية.

## الإشارات
1. ↑  "UN Security council condemns Mali coup". 23 مارس 2012. مؤرشف من الأصل في 2023-12-08. {{استشهاد ويب}}: الوسيط غير المعروف |بواسطة= تم تجاهله يقترح استخدام |عبر= (مساعدة)
2. ↑  "US condemns Mali coup amid reports of looting". telegraph.co.uk. 22 مارس 2012. مؤرشف من الأصل في 2012-03-23.
3. ↑  "Incumbent President Keita wins re-election in Mali". France 24 (بالإنجليزية). 16 Aug 2018. Archived from the original on 2024-01-16.
4. ↑  "Mali to hold elections next February following post-coup transition". Reuters (بالإنجليزية). 15 Apr 2021. Archived from the original on 2021-04-18. Retrieved 2021-04-15.
5. ↑  "Mali's military leader Goita sworn in as transitional president". www.aljazeera.com (بالإنجليزية). Archived from the original on 2023-05-25.
6. ↑  "Mali Conference Recommends Election Delay of Up to 5 Years". VOA (بالإنجليزية). Archived from the original on 2023-01-27. Retrieved 2022-01-09.
7. ↑  Mali، مؤرشف من الأصل في 2024-01-16
8. ↑  Mali، مؤرشف من الأصل في 2023-08-14

## الروابط الخارجية
- باللغة الفرنسية البوابة الرسمية لحكومة مالي
- باللغة الفرنسية البوابة الرسمية لرئيس مالي
- باللغة الفرنسية مرسوم الحكومة 4-141، مايو 2004 - القائمة الرسمية لوزراء ووزارات حكومة مالي، على البوابة الرسمية لرئيس مالي قرار الحكومة 4-141، مايو 2004 - القائمة الرسمية لوزراء ووزارات حكومة مالي، على البوابة الرسمية لرئيس مالي